# Anund (prénom)
Cette page présente le prénom Anund ainsi que ses variantes.
Anund est un prénom masculin scandinave, dérivé du vieux-norrois Önundr, et porté surtout en Suède à l'époque médiévale. Assez rare de nos jours, au 31 décembre 2009, seules 194 personnes portaient ce prénom en Suède.
Le prénom Anund est à l'origine du patronyme suédois Anundsson, signifiant « Fils d'Anund ».

## Personnages historiques
ordre chronologique
- Anund, roi semi-légendaire de Suède ;
- Anund (IXe siècle), roi de Suède ;
- Anund (mort vers 1050), roi de Suède ;
- Anund (XIe siècle), prince suédois ;
- Anund (mort vers 1075), roi de Suède ;
- Anund (sv) (mort en 1291), évêque de Strängnäs.